# Temporada 1957-58 de los Minneapolis Lakers
La temporada 1957-58 fue la décima de los Minneapolis Lakers en la NBA. La temporada regular acabó con 19 victorias y 53 derrotas, el peor balance de toda la liga, ocupando el cuarto puesto de la División Oeste, no logrando clasificarse para los playoffs.

## Elecciones en elDraft
| Ronda | Puesto | Jugador      | Posición  | Nacionalidad   | Universidad  |
| ----- | ------ | ------------ | --------- | -------------- | ------------ |
| 1     | 3      | Jim Krebs    | Ala-Pívot | Estados Unidos | SMU          |
| 2     | 11     | Harv Schmidt | Alero     | Estados Unidos | Illinois     |
| 4     | 27     | George Brown | Alero     | Estados Unidos | Wayne State* |

## Temporada regular
| División Oeste      | División Oeste | División Oeste | División Oeste | División Oeste | División Oeste | División Oeste | División Oeste | División Oeste |
| Equipo              | G              | P              | %              | PD             | Casa           | Fuera          | Neutral        | Div            |
| ------------------- | -------------- | -------------- | -------------- | -------------- | -------------- | -------------- | -------------- | -------------- |
| x-St. Louis Hawks   | 41             | 31             | .569           | -              | 23-8           | 8-19           | 10-4           | 24-12          |
| x-Detroit Pistons   | 33             | 39             | .458           | 8              | 14-14          | 13-17          | 6-8            | 18-18          |
| x-Cincinnati Royals | 33             | 39             | .458           | 8              | 17-12          | 10-19          | 6-8            | 17-19          |
| Minneapolis Lakers  | 19             | 53             | .264           | 22             | 10-15          | 4-21           | 5-17           | 13-23          |

## Estadísticas
| Rk | Jugador         | Edad | P  | PT | MP   | TC  | TCI  | %TC  | 3P | 3PI | %3P | TL  | TLI | %TL  | RO | RD | RT   | AS  | RB | TAP | BP | FP  | PTS  |
| 1  | Vern Mikkelsen  | 29   | 72 |    | 33.2 | 6.1 | 14.9 | .410 |    |     |     | 5.1 | 6.5 | .786 |    |    | 11.2 | 2.3 |    |     |    | 4.2 | 17.3 |
| 2  | Larry Foust     | 29   | 72 |    | 30.6 | 5.4 | 13.6 | .398 |    |     |     | 5.9 | 7.9 | .756 |    |    | 12.2 | 1.5 |    |     |    | 4.2 | 16.8 |
| 3  | Dick Garmaker   | 25   | 68 |    | 32.6 | 5.7 | 14.5 | .395 |    |     |     | 4.6 | 6.0 | .764 |    |    | 5.4  | 2.7 |    |     |    | 2.8 | 16.1 |
| 4  | Slick Leonard   | 25   | 66 |    | 31.4 | 4.0 | 12.0 | .335 |    |     |     | 3.1 | 4.1 | .765 |    |    | 3.6  | 3.3 |    |     |    | 2.2 | 11.2 |
| 5  | Dick Schnittker | 29   | 50 |    | 19.6 | 2.6 | 7.1  | .359 |    |     |     | 4.0 | 4.7 | .848 |    |    | 4.2  | 1.4 |    |     |    | 2.5 | 9.1  |
| 6  | Ed Fleming      | 24   | 72 |    | 23.4 | 3.1 | 9.1  | .345 |    |     |     | 2.5 | 3.5 | .710 |    |    | 6.8  | 1.9 |    |     |    | 3.1 | 8.8  |
| 7  | Bo Erias        | 25   | 18 |    | 22.3 | 3.3 | 9.4  | .347 |    |     |     | 1.7 | 2.6 | .638 |    |    | 4.6  | 1.4 |    |     |    | 2.9 | 8.2  |
| 8  | Jim Krebs       | 22   | 68 |    | 18.5 | 2.9 | 7.8  | .378 |    |     |     | 2.0 | 2.6 | .767 |    |    | 7.4  | 0.4 |    |     |    | 2.7 | 7.8  |
| 9  | Art Spoelstra   | 25   | 50 |    | 22.0 | 2.8 | 7.1  | .399 |    |     |     | 2.0 | 3.0 | .667 |    |    | 5.6  | 1.0 |    |     |    | 3.7 | 7.6  |
| 10 | Hot Rod Hundley | 23   | 65 |    | 17.8 | 2.7 | 8.4  | .318 |    |     |     | 1.6 | 2.5 | .642 |    |    | 2.9  | 1.9 |    |     |    | 1.5 | 7.0  |
| 11 | Corky Devlin    | 26   | 70 |    | 17.8 | 2.4 | 7.0  | .348 |    |     |     | 1.9 | 2.5 | .773 |    |    | 1.9  | 2.4 |    |     |    | 1.5 | 6.8  |
| 12 | Frank Selvy     | 25   | 12 |    | 19.3 | 2.3 | 7.0  | .333 |    |     |     | 1.7 | 2.4 | .690 |    |    | 2.9  | 1.6 |    |     |    | 1.8 | 6.3  |
| 13 | Bob Burrow      | 23   | 14 |    | 12.2 | 1.6 | 5.0  | .314 |    |     |     | 0.8 | 2.4 | .333 |    |    | 4.6  | 0.4 |    |     |    | 1.1 | 3.9  |
| 14 | McCoy Ingram    | 26   | 24 |    | 11.1 | 1.1 | 4.3  | .262 |    |     |     | 0.5 | 1.2 | .464 |    |    | 4.8  | 0.8 |    |     |    | 1.8 | 2.8  |